# Bundesautobahn 19
Bundesautobahn 19 (em português: Auto-estrada Federal 19) ou A 19, é uma auto-estrada na Alemanha.
A Bundesautobahn 19 tem 124 km de comprimento.

## Estados
Estados percorridos por esta auto-estrada:
- Mecklemburgo-Pomerânia Ocidental
- Brandemburgo